# Stan Gielen
Constantinus Cornelis Adrianus Maria (Stan) Gielen (Breda, 18 december 1952) is een Nederlandse biofysicus en hoogleraar aan de Radboud Universiteit Nijmegen. Gielen was van oktober 2016 tot april 2021 voorzitter van de Nederlandse Organisatie voor Wetenschappelijk Onderzoek (NWO). NWO is een van de belangrijkste Nederlandse wetenschapsfinanciers.

## Leven en werk
Gielen doorliep het gymnasium aan het Onze Lieve Vrouwelyceum in Breda. Hij studeerde daarna experimentele natuurkunde in Nijmegen en studeerde af in 1976. Vier jaar later promoveerde hij op het proefschrift Spatio-temporal and chromatic properties of visual neurones in the rhesus monkey geniculate nucleus (de visuele informatieverwerking door hersencellen in het corpus geniculatum laterale van de resusaap). Aansluitend ging Gielen werken aan de Universiteit Utrecht, met uitstapjes naar UCLA en Northwestern University. In 1988 keerde hij terug naar Nijmegen, waar hij hoogleraar en hoofd van de afdeling biofysica werd. Gielens carrière ging vanaf dat moment crescendo. Opvallend is onder andere het hoge aantal proefschriften (meer dan 50) onder zijn begeleiding, en zijn vermogen tot organisatie, zowel in zijn eigen afdeling als in diverse werkverbanden (Foundation for Neural Networks, Donders Institute, Nikhef, NOVA en de Europese Ruimtevaartorganisatie).

## NWO
In Nijmegen werd Gielens leeropdracht in 1995 uitgebreid tot het Radboudumc en daarmee het medische werkgebied. In 2009 werd hij gekozen tot lid van de Koninklijke Nederlandse Akademie van Wetenschappen. Van september 2010 tot september 2016 was Gielen decaan van de faculteit Natuurwetenschappen, Wiskunde en Informatica (FNWI) van de Radboud Universiteit. In oktober 2016 werd hij benoemd tot voorzitter van de Nederlandse Organisatie voor Wetenschappelijk Onderzoek (NWO), welke functie hij tot 1 april 2021 vervulde.

## Publicaties (selectie)
- J.J. Tramper & C.C.A.M. Gielen: 'Visuomotor coordination is different for different directions in three-dimensional space'. In: Journal of Neuroscience, vol. 31, iss. 21, (2011), pp. 7857-7866
- C.C.A.M. Gielen: De neuronale integratie van waarnemen en bewegen. Nijmegen, Quickprint, 1988. Inaugurele rede Nijmegen. ISBN 90-90-02590-1
- Constantinus Cornelis Adrianus Maria Gielen: Spatio-temporal and chromatic properties of visual neurones in the rhesus monkey geniculate nucleus. Meppel, Krips Repro, 1980. (Proefschrift Nijmegen)